# Akademia Sztuk i Nauk Interaktywnych

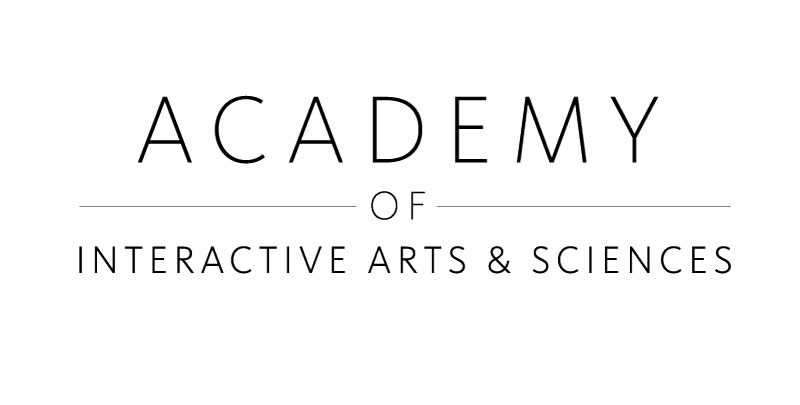
Logo Akademii Sztuk i Nauk Interaktywnych.

Akademia Sztuk i Nauk Interaktywnych (ang. Academy of Interactive Arts & Sciences) – amerykańska organizacja zajmująca się przemysłem gier komputerowych, założona w 1996. Organizacja zrzesza przedstawicieli przemysłu gier komputerowych takich jak Electronic Arts, Microsoft, Activision, Sony i Nintendo, a liczy obecnie ponad 20 tysięcy członków. Z jej inicjatywy utworzono w 2002 konferencję D.I.C.E. Summit, której zadaniem jest debata nad przyszłością gier.
Akademia Sztuk i Nauk Interaktywnych przyznaje corocznie nagrody Interactive Achievement Awards dla gier w kilkunastu kategoriach. Ponadto osoby, które przyczyniły się do rozwoju branży, trafiają na galerię sław (Hall of Fame). Przyznawanie nagród jest komentowane w mediach branżowych, a edycja z 2011 roku była transmitowana przez telewizję G4.

## Interactive Achievement Awards
Nagrody Interactive Achievement Awards są przyznawane według gatunku oraz przełomowych dla branży osiągnięć w dziedzinie udźwiękowienia, oprawy graficznej itp. Przez niektóre media branżowe są uznawane za odpowiednik Oscarów w świecie gier komputerowych.
Poniżej przedstawiona jest lista gier nagrodzonych tytułem gry roku.
| Rok (ceremonia) | Gra roku                                | Producent                |
| --------------- | --------------------------------------- | ------------------------ |
| 1998 (1)        | GoldenEye 007                           | Rareware                 |
| 1999 (2)        | The Legend of Zelda: Ocarina of Time    | Nintendo                 |
| 2000 (3)        | The Sims                                | Maxis                    |
| 2001 (4)        | Diablo II                               | Blizzard North           |
| 2002 (5)        | Halo: Combat Evolved                    | Bungie Studios           |
| 2003 (6)        | Battlefield 1942                        | Digital Illusions CE     |
| 2004 (7)        | Call of Duty                            | Infinity Ward            |
| 2005 (8)        | Half-Life 2                             | Valve Corporation        |
| 2006 (9)        | God of War                              | SCE Studios Santa Monica |
| 2007 (10)       | Gears of War                            | Epic Games               |
| 2008 (11)       | Call of Duty 4: Modern Warfare          | Infinity Ward            |
| 2009 (12)       | LittleBigPlanet                         | Media Molecule           |
| 2010 (13)       | Uncharted 2: Pośród złodziei            | Naughty Dog              |
| 2011 (14)       | Mass Effect 2                           | BioWare                  |
| 2012 (15)       | The Elder Scrolls V: Skyrim             | Bethesda Softworks       |
| 2013 (16)       | Podróż                                  | Thatgamecompany          |
| 2014 (17)       | The Last of Us                          | Naughty Dog              |
| 2015 (18)       | Dragon Age: Inkwizycja                  | BioWare                  |
| 2016 (19)       | Fallout 4                               | Bethesda Softworks       |
| 2017 (20)       | Overwatch                               | Blizzard Entertainment   |
| 2018 (21)       | The Legend of Zelda: Breath of the Wild | Nintendo                 |
| 2019 (22)       | God of War                              | Santa Monica Studio      |
| 2020 (23)       | Untitled Goose Game                     | House House              |
| 2021 (24)       | Hades                                   | Supergiant Games         |

## Nagrody specjalne
Od 1998 organizacja przyznaje także nagrody specjalne dla osób, które odegrały znaczącą rolę w rozwoju branży. Zostają one umieszczone w galerii sław.
| Rok  | Osoba nagrodzona                        |
| ---- | --------------------------------------- |
| 1998 | Shigeru Miyamoto                        |
| 1999 | Sid Meier                               |
| 2000 | Hironobu Sakaguchi                      |
| 2001 | John Carmack                            |
| 2002 | Will Wright                             |
| 2003 | Yū Suzuki                               |
| 2004 | Peter Molyneux                          |
| 2005 | Trip Hawkins                            |
| 2006 | Richard Garriott                        |
| 2007 | Dani Bunten                             |
| 2008 | Michael Morhaime                        |
| 2009 | Bruce Shelley                           |
| 2010 | Mark Cerny                              |
| 2011 | Ray Muzyka i Greg Zeschuk               |
| 2012 | Tim Sweeney                             |
| 2013 | Gabe Newell                             |
| 2014 | Sam Houser, Dan Houser i Leslie Benzies |
| 2016 | Satoru Iwata                            |